# Viktória Egri
Viktória Egri (ur. 18 stycznia 1998) – węgierska strzelczyni sportowa, uczestniczka igrzysk olimpijskich w 2016 roku. 

## Życiorys
Zdobyła brązowy medal na mistrzostwach Europy w 2016 roku w strzelectwie drużynowym, a także złoty w rywalizacji indywidualnej.
Wzięła udział w rywalizacji w strzelaniu z pistoletu pneumatycznego z odległości 10 metrów podczas igrzysk w Rio de Janeiro. W kwalifikacjach uzyskała rezultat 376. punktów, dzięki którym zajęła 36. miejsce. Z wynikiem tym nie awansowała do kolejnego etapu rywalizacji. 